# هاروكي سيتو
هاروكي سيتو (باليابانية: 瀬戸 春樹) (14 مارس 1978 في توياما في اليابان – )؛ هو لاعب كرة قدم ياباني سابق كان يلعب كلاعب وسط.

## وصلات خارجية
- هاروكي سيتو على موقع رابطة كرة القدم اليابانية للمحترفين (اليابانية)
- هاروكي سيتو على موقع Soccerway.com (الإنجليزية)
- هاروكي سيتو على موقع عالم كرة القدم.نت (الإنجليزية)